# Марто, Анри (актёр)
Анри Марто (фр. Henri Marteau; 16 января 1933, Реймс — 21 января 2005, Париж) — французский актёр.
Среди основных ролей Марто в кинематографе — Поль в «Неверной жене» Клода Шаброля (1968), комендант в «Докторе Жюстисе» Кристиана-Жака (1975), Эмиль в «Индокитае» Режиса Варнье (1992), дедушка в «Рыжике» Ришара Боренже по роману Жюля Ренара (2003).